# Campeonato Catarinense de Futebol de 2025 - Série B
O Campeonato Catarinense de Futebol de 2025 - Série B é a 39ª edição do segundo nível do futebol catarinense. Realizada e organizada pela Federação Catarinense de Futebol, a competição é disputada por nove clubes desde maio.
Inicialmente o campeonato seria formato por dez clubes, porém o Inter de Lages desistiu da competição e foi rebaixado à série C.

## Regulamento
A competição foi dividida em duas fases: a inicial em pontos corridos e a final em jogos de mata-mata.

### Primeira fase e fase final
Na primeira fase todas as equipes se enfrentam entre si em turno único. Os dois primeiros avançam direto para a semifinal. Haverá uma fase intermediária, no qual o 3º colocado enfrenta o 6º e o 4º encara o 5º. Os dois classificados da fase intermediária enfrentam os dois primeiros na semifinal.
O campeão e o vice disputarão a série A do Campeonato Catarinense de 2026.

### Rebaixamento
A equipe que ao final da primeira fase, em pontos corridos, terminarem na 9ª e na 10º colocação estarão rebaixadas e disputarão a série C em 2026.

## Equipes participantes
| Blumenau | Blumenau       | Monumental                 | 3 624  | 1 (1987) |
| Camboriú | Camboriú       | Emília Mendes Rodrigues    | 5 000  | 1 (2011) |
| Carlos Renaux | Brusque        | Augusto Bauer              | 5 000  | 0        |
| Fluminense-SC | Joinville      | Sadalla Amin Ghanen        | 2 500  | 0        |
| Juventus de Jaraguá | Jaraguá do Sul | João Marcatto              | 5 270  | 0        |
| Metropolitano | Blumenau       | Monumental                 | 3 624  | 1 (2018) |
| Nação | Araquari       | Arena Joinville            | 22 000 | 1 (2023) |
| Porto-SC | Porto União    | Armando Sartti             | 1 218  | 0        |
| Tubarão | Tubarão        | Domingos Silveira Gonzales | 1 706  | 0        |
| Blumenau Camboriú Carlos Renaux Fluminense-SC Juventus de Jaraguá Metropolitano Nação Porto-SC TubarãoLocalização das equipes participantes. |                |                            |        |          |

## Primeira fase
| Pos | Equipe              | Pts | J | V | E | D | GP | GC | SG  | Classificado                     |
| --- | ------------------- | --- | - | - | - | - | -- | -- | --- | -------------------------------- |
| 1   | Blumenau            | 15  | 8 | 4 | 3 | 1 | 13 | 5  | +8  | Classificados para as semifinais |
| 2   | Carlos Renaux       | 14  | 8 | 4 | 2 | 2 | 9  | 5  | +4  | Classificados para as semifinais |
| 3   | Juventus de Jaraguá | 13  | 8 | 3 | 4 | 1 | 9  | 4  | +5  | Classificados aos playoffs       |
| 4   | Metropolitano       | 12  | 8 | 3 | 3 | 2 | 8  | 6  | +2  | Classificados aos playoffs       |
| 5   | Tubarão             | 11  | 8 | 3 | 2 | 3 | 12 | 8  | +4  | Classificados aos playoffs       |
| 6   | Camboriú            | 10  | 8 | 3 | 1 | 4 | 9  | 9  | 0   | Classificados aos playoffs       |
| 7   | Nação               | 10  | 8 | 2 | 4 | 2 | 8  | 8  | 0   |                                  |
| 8   | Fluminense-SC       | 9   | 8 | 2 | 3 | 3 | 7  | 7  | 0   |                                  |
| 9   | Porto-SC            | 3   | 8 | 1 | 0 | 7 | 4  | 27 | −23 | Rebaixamento à Série C de 2026   |

### Confrontos
| Mandante \ Visitante | BEC | CAM | CAR | FLU | JUV | MET | NAC | POR | TUB |
| -------------------- | --- | --- | --- | --- | --- | --- | --- | --- | --- |
| Blumenau             | —   | 2–1 | –   | –   | 1–0 | –   | 2–2 | 6–0 | –   |
| Camboriú             | –   | —   | 0–2 | –   | 2–2 | –   | –   | 3–1 | 1–0 |
| Carlos Renaux        | 1–0 | –   | —   | 1–0 | –   | 0–0 | 0–0 | –   | –   |
| Fluminense-SC        | 1–1 | 0–2 | –   | —   | 1–1 | –   | –   | –   | 3–1 |
| Juventus de Jaraguá  | –   | –   | 2–0 | –   | —   | 0–0 | –   | 3–0 | 1–0 |
| Metropolitano        | 0–1 | 1–0 | –   | 1–0 | –   | —   | 4–2 | –   | –   |
| Nação                | –   | 1–0 | –   | 0–0 | 0–0 | –   | —   | –   | 1–2 |
| Porto-SC             | –   | –   | 1–4 | 0–2 | –   | 2–1 | 0–2 | —   | –   |
| Tubarão              | 0–0 | –   | 2–1 | –   | –   | 1–1 | –   | 6–0 | —   |

## Fase final
Em itálico, as equipes que possuem o mando de campo no primeiro jogo do confronto; em negrito as equipes vencedoras.
|  | Playoffs | Playoffs            | Playoffs | Playoffs | Playoffs |  |  | Semifinais | Semifinais    | Semifinais | Semifinais | Semifinais |  |  | Final | Final         | Final | Final | Final |
|  |          |                     |          |          |          |  |  |            |               |            |            |            |  |  |       |               |       |       |       |
|  |          |                     |          |          |          |  |  | 2          | Carlos Renaux | 1          | 2          | 3          |  |  |       |               |       |       |       |
|  | 4        | Metropolitano       | 0        | 2        | 2        |  |  |            | Metropolitano | 1          | 1          | 2          |  |  |       |               |       |       |       |
|  | 5        | Tubarão             | 0        | 0        | 0        |  |  |            |               |            |            |            |  |  |       | Carlos Renaux |       |       |       |
|  |          |                     |          |          |          |  |  |            |               |            |            |            |  |  |       | Camboriú      |       |       |       |
|  |          |                     |          |          |          |  |  | 1          | Blumenau      | 0          | 1          | 1          |  |  |       |               |       |       |       |
|  | 3        | Juventus de Jaraguá | 1        | 1        | 2 (6)    |  |  |            | Camboriú      | 1          | 2          | 3          |  |  |       |               |       |       |       |
|  | 6        | Camboriú (pen)      | 1        | 1        | 2 (7)    |  |  |            |               |            |            |            |  |  |       |               |       |       |       |

## Final

### Partida de ida
| 24 de agosto | Camboriú | − | Carlos Renaux |             |
| 15:00        |          |   |               | Árbitro: SC |

### Partida de volta
| 31 de agosto | Carlos Renaux | − | Camboriú |             |
| 15:00        |               |   |          | Árbitro: SC |

## Premiação
| Campeão da Série B do Campeonato Catarinense de 2025 |
| ---------------------------------------------------- |
| Campeão (-º título)                                  |

## Classificação final
| Pos | Equipe              | Pts | J  | V | E | D | GP | GC | SG  | Classificado                                  |
| --- | ------------------- | --- | -- | - | - | - | -- | -- | --- | --------------------------------------------- |
| 1   |                     | 0   | 0  | 0 | 0 | 0 | 0  | 0  | 0   | Campeão e classificado à Série A de 2026      |
| 2   |                     | 0   | 0  | 0 | 0 | 0 | 0  | 0  | 0   | Vice-campeão e classificado à Série A de 2026 |
| 3   | Blumenau            | 15  | 10 | 4 | 3 | 3 | 14 | 8  | +6  | Eliminado na semifinal                        |
| 4   | Metropolitano       | 17  | 12 | 4 | 5 | 3 | 12 | 9  | +3  | Eliminado na semifinal                        |
| 5   | Juventus de Jaraguá | 15  | 10 | 3 | 6 | 1 | 11 | 6  | +5  | Eliminado na fase intermediária               |
| 6   | Tubarão             | 12  | 10 | 3 | 3 | 4 | 12 | 10 | +2  | Eliminado na fase intermediária               |
| 7   | Nação               | 10  | 8  | 2 | 4 | 2 | 8  | 8  | 0   | Eliminado na primeira fase                    |
| 8   | Fluminense-SC       | 9   | 8  | 2 | 3 | 3 | 7  | 7  | 0   | Eliminado na primeira fase                    |
| 9   | Porto-SC            | 3   | 8  | 1 | 0 | 7 | 4  | 27 | −23 | Rebaixado à Série C de 2026                   |